# Personer i Sverige födda i Marocko
Till personer i Sverige födda i Marocko räknas personer som är folkbokförda i Sverige och som har sitt ursprung i Marocko. Enligt Statistiska centralbyrån fanns det 2020 i Sverige sammanlagt 11 898 personer födda i Marocko.

## Historisk utveckling

### Födda i Marocko
| Personer i Sverige födda i Marocko 1960–2024 | Personer i Sverige födda i Marocko 1960–2024 | Personer i Sverige födda i Marocko 1960–2024 | Personer i Sverige födda i Marocko 1960–2024 | Personer i Sverige födda i Marocko 1960–2024 |
| --- | -------------------------------------------- | -------------------------------------------- | -------------------------------------------- | -------------------------------------------- |
| |                                              |                                              |                                              |                                              |
| År |                                              |                                              | Folkmängd                                    |                                              |
| 1960 | 1960                                         |                                              | 22                                           |                                              |
| 1970 | 1970                                         |                                              | 775                                          |                                              |
| 1980 | 1980                                         |                                              | 1 584                                        |                                              |
| 1990 | 1990                                         |                                              | 2 720                                        |                                              |
| 2000 | 2000                                         |                                              | 4 492                                        |                                              |
| 2001 | 2001                                         |                                              | 4 747                                        |                                              |
| 2002 | 2002                                         |                                              | 4 909                                        |                                              |
| 2003 | 2003                                         |                                              | 5 150                                        |                                              |
| 2004 | 2004                                         |                                              | 5 351                                        |                                              |
| 2005 | 2005                                         |                                              | 5 547                                        |                                              |
| 2006 | 2006                                         |                                              | 5 857                                        |                                              |
| 2007 | 2007                                         |                                              | 6 209                                        |                                              |
| 2008 | 2008                                         |                                              | 6 655                                        |                                              |
| 2009 | 2009                                         |                                              | 7 038                                        |                                              |
| 2010 | 2010                                         |                                              | 7 391                                        |                                              |
| 2011 | 2011                                         |                                              | 7 779                                        |                                              |
| 2012 | 2012                                         |                                              | 8 174                                        |                                              |
| 2013 | 2013                                         |                                              | 8 576                                        |                                              |
| 2014 | 2014                                         |                                              | 9 030                                        |                                              |
| 2015 | 2015                                         |                                              | 9 480                                        |                                              |
| 2016 | 2016                                         |                                              | 9 945                                        |                                              |
| 2017 | 2017                                         |                                              | 10 474                                       |                                              |
| 2018 | 2018                                         |                                              | 11 025                                       |                                              |
| 2019 | 2019                                         |                                              | 11 530                                       |                                              |
| 2020 | 2020                                         |                                              | 11 898                                       |                                              |
| 2021 | 2021                                         |                                              | 12 207                                       |                                              |
| 2022 | 2022                                         |                                              | 12 573                                       |                                              |
| 2023 | 2023                                         |                                              | 12 823                                       |                                              |
| 2024 | 2024                                         |                                              | 12 914                                       |                                              |
| Anm.: Befolkning den 31 december respektive år förutom åren 1960 och 1970 som avser förhållandet den 1 november och år 1980 som avser förhållandet den 15 september. |                                              |                                              |                                              |                                              |